# ルーマニアのユダヤ人の歴史

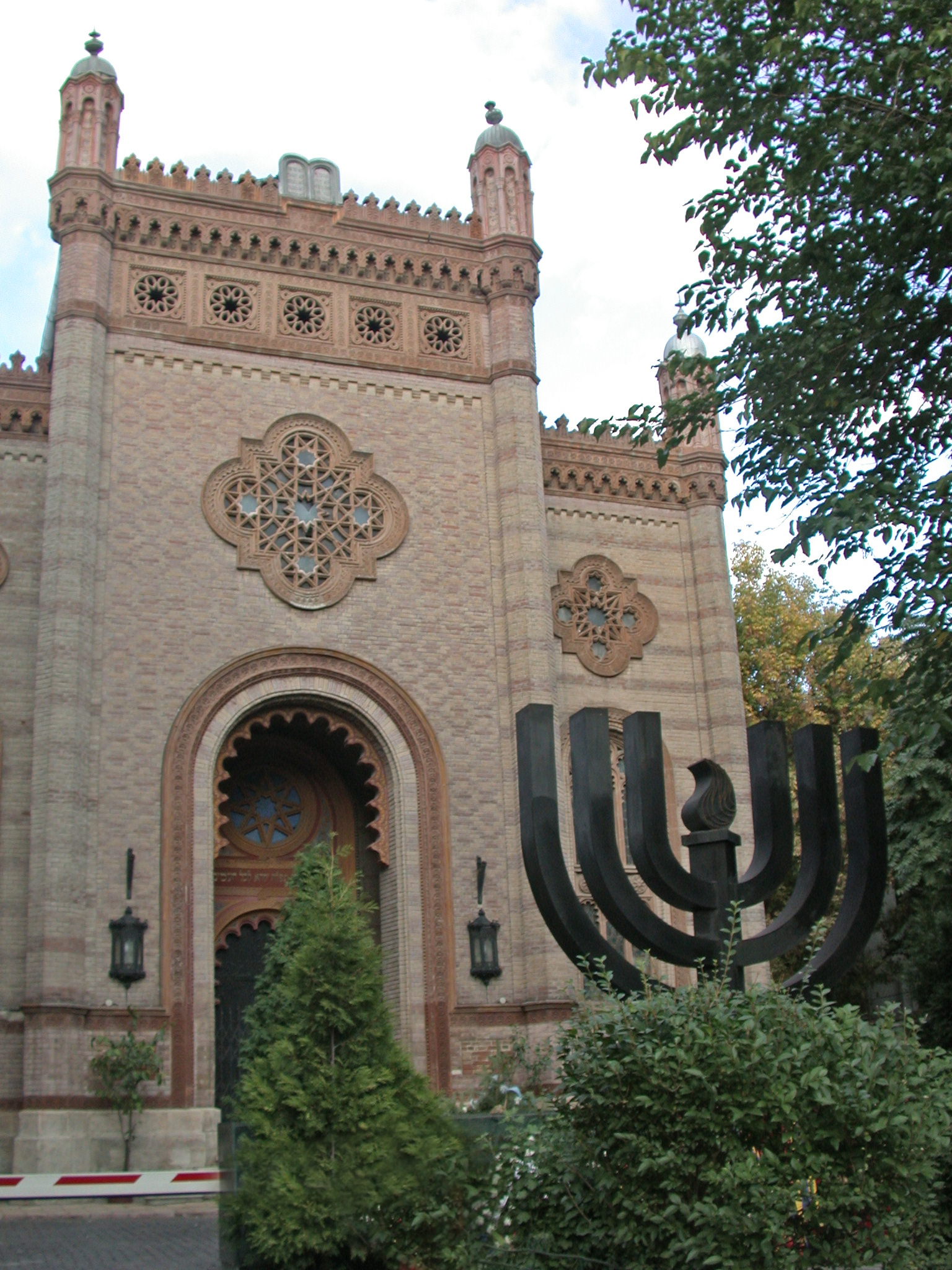
ブカレスト・シナゴーグ

ルーマニアにおけるユダヤ人の歴史 （ルーマニアにおけるユダヤじんのれきし、ヘブライ語: ההסטוריה של היהודים ברומניה イディッシュ語: יידישע געשיכטע פון רומעניע,   ルーマニア語: Istoria evreilor în România）では、現在のルーマニア領内で最初に言及された時からのユダヤ人の歴史を記す。
18世紀までユダヤ人社会は小さなものであったが、1850年頃から増加し始め、特に第一次世界大戦後の大ルーマニア領土の確立後にさらに増えた。圧倒的多数の共同体は都会的な形態をとっていたにもかかわらず、田園地帯にも居住者のいる多様なコミュニティーで、ユダヤ人はルーマニア社会の中で宗教的迫害と人種差別の標的にされた。19世紀後半からユダヤ人問題（Jewish question）と市民権に対するユダヤ住民の権利との議論が戦わされ、ルーマニアでホロコーストの一部をなすジェノサイドが引き起こされたのだった。後にアリヤー（イスラエルへの帰還運動）が盛んとなって、現在のルーマニアにあるユダヤ人社会の人口は劇的に減少した。

## 初期
後にルーマニアとなる地でユダヤ人社会が形成されたのは、ローマ帝国が属州ダキアを支配していた2世紀頃である。碑文と硬貨がサルミゼゲトゥサとオルショヴァ（Orşova）で発見されている。
カライ派信奉者の民族集団であるクリミア・カライム人は、クマン人から発生したともいわれ、発祥については現在も議論が続いているが、現在のルーマニアの一部を含む黒海沿岸に固定されたユダヤ人の存在があったことが推測される。この地域には、ドナウ川河口からドニエストル川にかけて通商港クマニア (Cumania) があった。彼らは16世紀中かまたはもっと早くから、モルダヴィア人の定期市数カ所に姿を現していた。最古のユダヤ人（ほぼセファルディム）の存在は、1330年に記録されたモルダヴィアのチェタテア・アルバ（Cetatea Albă、現在のウクライナ、ビルホロド＝ドニストロフスキーでの文献に残る。ワラキアでは、ブカレストで生活するユダヤ人について1550年代に初めて言及された。14世紀半ば、将来ルーマニア領となる地は、ハンガリー王ラヨシュ1世によってハンガリーとポーランド王国から追放されたユダヤ人の重要な避難場所となっていた。トランシルヴァニアでは、ユダヤ系ハンガリー人らが1492年頃、トランシルヴァニア・ザクセン人の要塞にいたと記録された。
モルダヴィア公ロマン1世（在位:1391年-1394年？）は、ユダヤ人一人につき3ターラーの税を支払うのと交換に、モルダヴィアでの軍役を免除した。モルダヴィアでは、シュテファン大公（1457年-1504年）も報酬を持ってユダヤ人を処遇した。ヤシのイサアク・ベン・ベニヤミン・ショル（Isaac ben Benjamin Shor、白羊朝スルタン、ウズン・ハッサンに元々雇われていた。通称イサク・ベグ）は、ストルニク（元々はボイエリ (Boyar) の要職。宮廷での執事）に任命され、すぐ後にロゴファト（logofăt、国務長官）に昇進した。彼はボグダン3世盲目公と、その息子で後継者シュテファンの二代に渡って仕えた。
この時代、ドナウ公国（ワラキア及びモルダヴィア両公国の総称）はオスマン帝国の宗主権下にあり、セファルディムの幾人かが住んでいたイスタンブールからワラキアへ移住した。ポーランドと神聖ローマ帝国から来たユダヤ人らがモルダヴィアに定住した。彼らがオスマン帝国政府の高官を務め、外国人債権者と貿易業者の共同体の多数を占めたことから、ユダヤ人は2公国のホスポダル（hospodar、実力者）たちによく思われず、苦しめられた。モルダヴィア公シュテファニツァ（Ştefăniţă、1522年）は、前任の2人の公らによって与えられたユダヤ人商人のほぼ全ての特権を引き出した。ウシの貿易をするユダヤ人が脱税に従事していたと断罪した後、ペトル・ラレシュ公（Petru Rareş）は1541年にユダヤ人の富を没収した。アレクサンドル・ラプシュネアヌ公（Alexandru Lăpuşneanu）はその最初の時代（1552年-1561年）、その他の範疇の階層と並んでユダヤ人迫害を行った。それはギリシャ人のルーテル教会信徒で、傭兵出身のイオアン・ヤコブ・ハラクリデス（Ioan Iacob Heraclid）がラプシュネアヌを追放するまで続いた。ハラクリデスは、対ユダヤ人の課題には寛大であった。1564年にラプシュネアヌが公位に返り咲くと、彼は迫害を再開した。数多くの公たちに融資を行っているトルコと在ワラキア及びモルダヴィアのユダヤ人たちは、宗主国トルコへの朝貢要求が増えると増加し、1550年以降役職をあてがわれた（1570年代では、ユダヤ系の強力なナクソス公 (Duchy of the Archipelago) ヨセフ・ナシが知られる。彼はヘラクリデスとラプシュネアヌが公位に就いた際の黒幕であった）。この時期を通して、いくつもの血にまみれたユダヤ人に対する暴力事件が、債務を返済できなくなった公らによって扇動された。 
ペトル・シュキオプル公（Petru Şchiopul）の最初の短い治世の間（1574年-1579年）、主としてポーランド出身の貿易業者である在モルダヴィアのユダヤ人たちは、地元モルダヴィア人らと競争していた。彼らは重税を課されて最後には追放された。1582年、シュキオプル公はユダヤ人医師ベンヴェニステの助けを得てモルダヴィア支配権を取り戻した。ベンヴェニステは、自分と同じ信仰を持つ者たちのために公に影響を及ぼすよう尽力した。
ワラキアでは、ワラキア公アレクサンドル2世ミルチャ（Alexandru II Mircea、在位:1567年-1577年）が私設秘書兼助言者として、ユダヤ人イサイア・ベン・ヨセフを雇った。彼は同胞に替わり自分の影響力を行使した。1573年、宮廷で陰謀を企んだとしてイサイアは解雇されたが、彼はさらに被害を受けることはなかった。ただちに彼はワラキアを離れてモスクワ大公イヴァン4世に仕えた。前述のベンヴェニステの友であるソロモン・アシュケナジの努力を通じ、アロン圧制公（Aron Tiranul）はモルダヴィア公位についた。それにもかかわらず、新たな支配者はヤシ在住の19人のユダヤ人債権者を、裁判なしに斬首刑に処した。同じ時期にワラキアでは、ミハイ勇敢公（Mihai Viteazul）の治下でユダヤ人債権者に対する暴力的抑圧が頂点を迎えていた。ミハイ公は、1594年にブカレストでトルコ人債権者らを殺害した後、自身がルメリア遠征を行うと、ドナウ南岸へ移住したユダヤ人に対して、暴力を振るった（一方で、トランシルヴァニア在住のユダヤ人とは良好な関係を維持していた）。

## 近代
1623年、トランシルヴァニアに住むユダヤ人たちは、トランシルヴァニア公ベトレン・ガーボル（Bethlen Gábor）によって特権を授けられた。ベトゥレンは、トルコ領からトランシルヴァニア領へ企業家を惹きつけるのを支援した。ユダヤ人はジュラフェヘールヴァール（現在のアルバ・ユリア）にのみ定住が許されることになると、特権の授与はその後10年間剥奪された。授けられた特権の中には、ユダヤ人は伝統的な着衣を身につけて良いという一項目があった。ただちに、ジュラフェヘールヴァールの有力者たちは、ユダヤ人の地位と人種を明らかにする着衣のみ許可することに決めた。
正教会へ改宗したユダヤ人の地位は、ワラキアではマテイ・バサラブ(Matei Basarab)公の勅令で定められ、モルダヴィアではヴァシーレ・ルプ(Vasile Lupu)公の勅令で定められた。ルプ公は1648年にウクライナ・コサックが現れるまで、考慮を持ってユダヤ人を処遇した。コサックはポーランド・リトアニア共和国に反対して進軍し、ワラキア・モルダヴィア一帯を横断し、多くのユダヤ人を殺害した。暴力はポーランド出身のアシュケナジム・ユダヤ人に対して向けられ、彼らは小さいが確固たる共同体のあるモルダヴィアとワラキアへ逃れていった。虐殺と、正教会信徒のコサックに強制された改宗が1652年に起きた。強制改宗のきっかけとなったのは、ヴァシレ・ルプ公の娘とボフダン・フメリニツキーの息子ティモフィの結婚であった。
コンスタンティン・ブルンコヴェアヌ公（Constantin Brâncoveanu）の私設秘書であったアントン・マリア・デル・キアロによれば、ワラキア在住のユダヤ人たちは服装規定に対する尊敬を勝ち得ていた。しかし彼らは黒か紫といった他民族とは違う色の衣服を着たり、黄色か赤のブーツを履くことを禁止されていた。それにもかかわらず、ルーマニア人学者アンドレイ・オイシュテアヌ（Andrei Oişteanu）はユダヤ人の民族的・信仰上被った社会的不名誉はモルダヴィアとワラキアにおいて、そしてヨーロッパの正教会勢力範囲内で、普通の状態ではなかったと論じている。
モルダヴィアにおける最初の血の中傷（ルーマニアとしても同様に最初である）は、1710年4月5日、トゥルグ・ネアムツ（Târgu Neamţ）のユダヤ人が宗教儀式のためキリスト教徒の子供を殺害したと告発された時に始まった。翌日、5人のユダヤ人が殺害され、その他は後遺症が残るほどの大怪我を負わされ、全てのユダヤ人の住宅が略奪にあった。ユダヤ人共同体の代表者たちは逮捕され拷問を受けた。一方で、一部の影響力を持つユダヤ人らはヤシにいるモルダヴィア公ニコラエ・マヴロコルダト（Nicolae Mavrocordat、モルダヴィア初のファナリオット支配者）へ願い出た。マヴロコルダトが調査を命じた結果、逮捕されていた者たちが釈放された。これは、正教会の高位聖職者らがユダヤ人への攻撃に荷担した初めての出来事だった。高位聖職者らの教唆のため、1714年には似たような嫌疑がロマン（Roman）在住のユダヤ人にかけられた。ユダヤ人家庭で下女として働くキリスト教徒の少女が、カトリック教会の集団に殺害された事件で、ユダヤ人はすぐに罵られ始めたのである。どのユダヤ人住宅も破壊され、真の容疑者が実力者らによってあぶり出される前に、2人の尊敬を集めるユダヤ人が絞首刑にされた。
コンスタンティン・ブルンコヴェアヌ公の元、ワラキアのユダヤ人らはブカレストに、スタロスタ（starosta、長老）が率いる特別のギルドを獲得した。ワラキア、モルダヴィアのユダヤ人たちは、ヤシにいるハカーム・バシ（Hakham Bashi、ラビの長）に従属していた。しかしすぐにブカレストのスタロスタらはいくつかの信仰義務を負わされた。シュテファン・カンタクジノ(Ştefan Cantacuzino)公治下では重税と迫害にあい、ワラキアのユダヤ人はニコラエ・マヴロコルダト公の時代（1716年-1730年）には価値のある特権を得た（マヴロコルダトは自分の宮廷にダニエル・デ・フォンセカというユダヤ人召使いを雇っていたことが知られる）。別の反ユダヤ人暴動が1760年代にブカレストで起こり、暴動側はエルサレム総主教庁のエフラム2世の訪問によって行動を助長させた
1726年、ベッサラビアの自治都市オニツカニ（Oniţcani）で、4人のユダヤ人たちが、復活祭の時、その血を集める目的で5歳の幼児を誘拐し殺害したと告発された。4人はモルダヴィア公ミハイ・ラコヴィツァ（Mihai Racoviţă）指揮の下でヤシで裁かれ、外交上の抗議を受けてただちに釈放された。この種の事件は同時代のいくつかの年代記や公文書に反響を呼んだ。例えば、在オスマン帝国・フランス大使であるジャン＝バティスト・ルイ・ピコンは、 『このような罪状はもはや文明化された諸国では、受け入れられることはない。』と述べていた。モルダヴィアに住むユダヤ人住民の状況において最大の明白な影響は、ヨアン・マヴロコルダト公治下（1744年-1747年）に示された。スチャヴァ近郊のユダヤ人農夫が、マヴロコルダトが強姦目的でユダヤ人女性の数人を誘拐し、悪事のために自宅を使用していると疑われると、トルコの大宰相府へ報告したのである。マヴロコルダトは自分を告発した者を絞首刑に処した。この仕業がマフムド1世の在モルダヴィア全権公使の怒りを呼び起こし、公はその座を失うことで応報を受けた。

## 露土戦争
露土戦争（1768年-1774年）の間、ドナウ公国のユダヤ人たちは非常な困難に耐えなければならなかった。全国ほぼ全ての町村で虐殺と略奪が起こった。平和が回復されると、モルダヴィア公アレクサンドル・マヴロコルダトとワラキア公ニコラエ・マヴロゲニ（Nicolae Mavrogheni）はユダヤ人に対する特別な保護を約束し、その状況は1787年、イェニチェリとロシア軍がポグロムに関係するまで順調であった。
ユダヤ人共同体は地元住民によって迫害を被った。ユダヤ人の子供たちが捕まえられて強制的に正教会の洗礼を受けさせられた。ユダヤ人らが儀式的行事に基づいた殺人を犯したという噂が広まっていった。一つは1797年のガラツィで起こり、ことのほか厳しい結果を招いた。ユダヤ人たちは大勢の群衆に攻撃され、自宅からたたき出され、金品を奪われ、通りで待ち伏せされた。多くがその場で殺され、一部はドナウ川へ投じられて溺死した。助けを求めてシナゴーグへ逃げ込んだ人々は、建物に火をつけられ焼死した。聖職者たちの保護を受け、逃亡を助けられたほんの一部の人々が逃げおおせた。1803年、ルーマニア正教会のワラキア首府大主教ヤコブ・スタマティ（Iacob Stamati）の亡くなる少し前、かつてのラビの告白であると偽装して書いた本『ユダヤ人に立ち向かって』の出版によって、彼はブカレストのユダヤ人共同体への攻撃を扇動した。しかし、スタマティの交代要員であったヴェニヤミン・コスタキは、ユダヤ人に対し避難を勧告した。1804年にユダヤ人社会発展の可能性のある出来事が起きた。ワラキア公コンスタンティン・イプシランティ（Constantin Ipsilanti）が『愚かな人々の根拠のない意見』として、儀式に関連した殺人の告発を却下したのである。そしてワラキア中にくまなくある教会で、彼らがユダヤ人を非難する根拠を読み聞かせるよう命じた。この時期、証拠のない申し立てはもはや浮上しなかった。
露土戦争（1806年-1812年）の間、ロシア帝国による侵攻が再びユダヤ人の虐殺を伴って起きた。オスマン帝国軍の軍務についていたカルムイク人の不正規兵らが戦争末期にブカレストで姿を現した。彼らの出現は、都市で暮らすユダヤ人らに恐怖感を巻き起こした。ジューイッシュ・エンサイクロペディアによれば、『彼らは毎日市内の通りを通過し、槍の上の子供たちにつばを吐き付けた。そして、子供たちの親の眼前で子供たちを生きながら焼いて、むさぼり食って見せた。』という。同時代に、ワラキアでは外国の庇護を受けるユダヤ人スディツィ（sudiţi、主に商人）と、地元に定住するユダヤ人・フリソヴォリツィ（hrisovoliţi）の間で対立が浮上していた。フリソヴォリツィが共同体のため彼ら単独の行政を負わせようとした後、スディツィはヨアン・カラジャ公（Ioan Gheorghe Caradja）によってフリソヴォリツィの利益となるよう最終的に都市に定住させられたのである。
ハプスブルク家支配を受けていたトランシルヴァニアでは、皇帝ヨーゼフ2世による改革が導入され、ユダヤ人はハンガリー王国領に直接従属している町へ定住することを許された。しかし、町の共同体がユダヤ人移住を抑圧していた所では、その後10年間態度は厳格なままで、ユダヤ人は歓迎されなかった。

## 19世紀

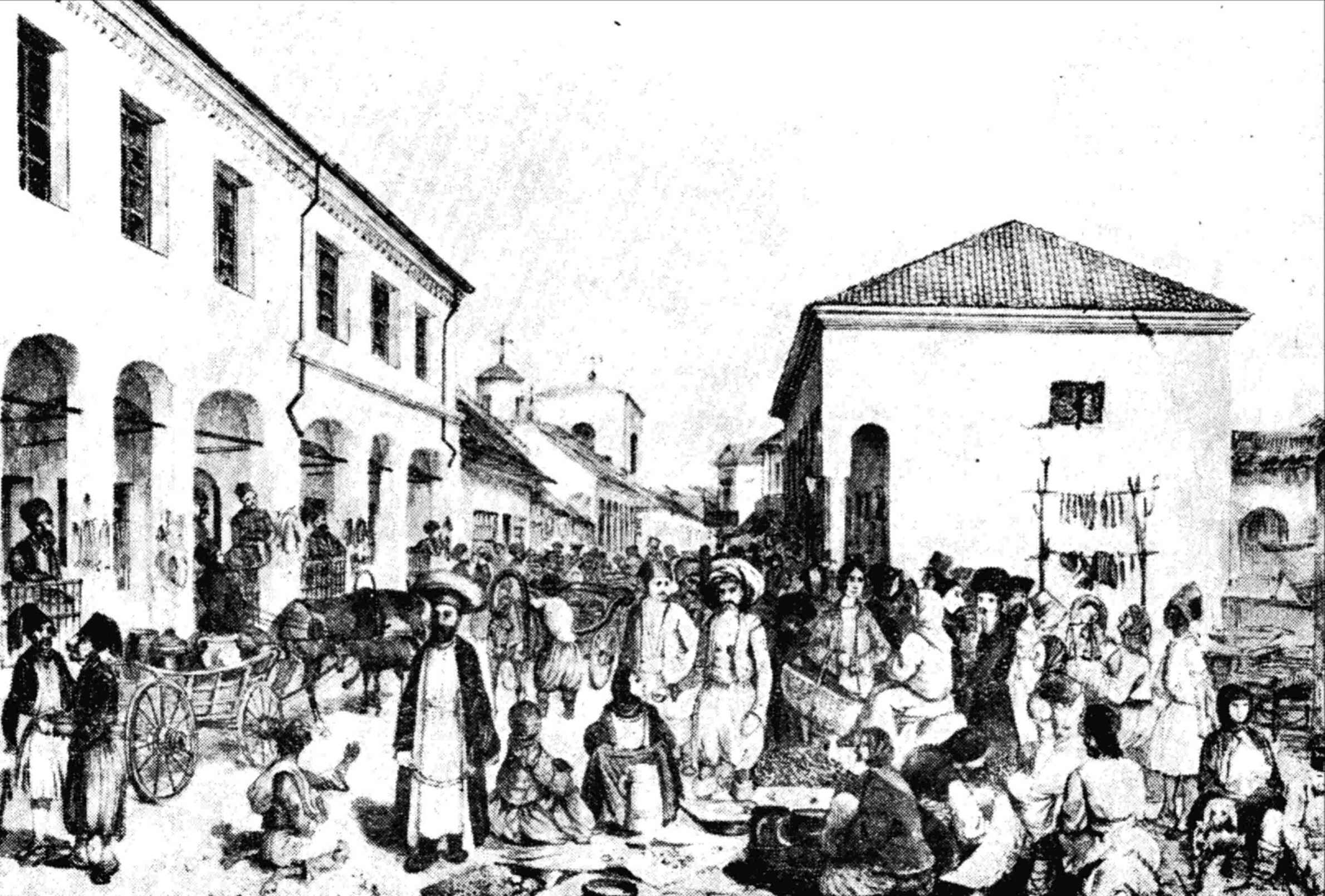
ヤシ市内の市を描いたリトグラフ（1845年頃）。2人の正統派ユダヤ教徒が右側に見られる

1825年前後、ワラキアにおけるユダヤ人人口（ほぼ完全にセファルディムが占めた）は、5,000人から10,000人の間だと概算された。これらのうち大半がブカレストに暮らしていた（1839年には7,000人強がいた）。同時期頃、モルダヴィアはおよそ12,000人のユダヤ人を抱えていた。同時に、ブコヴィナのユダヤ人人口は、1774年に526人だったのが1848年には11,600人にもなっていた。1800年代初頭、バルカン半島へ遠征したオスマン・パズヴァントウル（Osman Pazvantoğlu）の軍から逃れてきたユダヤ人たちは、ワラキア人が支配するオルテニア地方に共同体をつくった。モルダヴィアでは、支配者スカルラト・カリマキ（Scarlat Callimachi）が、ユダヤ人共同体の一員が都市財産を購入するのを許可したが、田園地帯へ彼らが定住するのを妨げた（町の資産が購入されていくうち、世間の偏見が増加していったため）。
1821年ワラキア暴動（Revoluţia de la 1821, en:Wallachian uprising of 1821）を触発することになったギリシャ独立戦争の間、ドナウ公国はアレクサンドル・イプシランティス率いる秘密結社フィリキ・エテリア軍に占領された。ユダヤ人は、ファルティチェニ、ヘルツァ（Herţa）、ピアトラ・ネアムツ、セク修道院、トゥルゴヴィシュテ、トゥルグ・フルモスといった場所でポグロムと迫害の犠牲となった。在ガラツィのユダヤ人たちはオーストリア帝国外交官の支援を受けてプルト川を越えて避難していった。イプシランティスとトゥドル・ウラジミレスクの間の衝突で弱体化したフィリキ・エテリアの構成員は、オスマン帝国軍によって虐殺された。この出来事の最中、ユダヤ人共同体はセクとスラティナにおいてエテリアへの報復に関係したのだった。
1829年のアドリアノープル条約によって（2公国に外国貿易を自由に行うことを許した）、隙間市場のあるモルダヴィアは広範囲に大国に占有されないままであった。モルダヴィアは、ロシア帝国とガリツィアの迫害から逃れてきたアシュケナジムの定住先となっていった。1838年から、これらのユダヤ人たちが80,000人に達したとみられている。1859年には、195000人以上、または国内人口のほぼ12％に達した（加えて50,000人がワラキアを通り抜けた。 
露土戦争（1828年-1829年）でロシアに占領されている間、最初の禁治産宣告が出されたにもかかわらず（非キリスト教徒が市民とはみなされないとして最初に統制された時）、新たなユダヤ移民の多くが土地の管理人や居酒屋の主人となって、増加する報復とボイエリの要求に対し働いていた。ルーマニア人大地主は、ユダヤ人に土地を貸して管理させた。管理人となったユダヤ人は、土地を細かく分けてルーマニア人小作農に貸し付け、彼らから地代をとった。このような形態のため、ルーマニアの農業は生産性が低く、新たな技術の導入が遅れ、小作農が飢餓にあえいだ。これらの土地で働く者や、商品を買う者との間で、経済的抑圧が交互に増加することになった。ユダヤ人に対する常の偏見の一例として、アルコール依存症を助長しているとして居酒屋店主を糾弾した行為があげられる。同じ時期、一部のユダヤ人が安定した高い社会的地位を確立した。その多くの一家が、1850年代ころにモルダヴィアで銀行業を興したユダヤ人であった。1832年以後、当時の憲法といえる組織規定
（Regulamentul Organic）採用に伴い、ユダヤ人の子供たちがキリスト教徒と同じ服装をしていれば2公国の公立学校へ通うことができた。モルダヴィアでは、実力者たちが1847年にミハイル・ストゥルザ公（Mihail Sturdza）が出した法令を盾に、ユダヤ人共同体に対し伝統的な服装儀礼を捨てるよう強いた。
1848年のワラキア革命（Wallachian revolution）と平行して起きた1848年革命以前、多くのユダヤ人に対する制限法が制定されていた。それらは一部破壊的な影響を持っていたとはいえ、厳しく強制されたことはなかった。多種多様な方法で、ユダヤ人たちはワラキア反乱において役割を担った。画家コンスタンティン・ダニエル・ローゼンタール（Constantin Daniel Rosenthal）は、自発的に反乱に加わって名をはせ、自分の行動に命をかけた（ブダペストで、オーストリア帝国の実力者らによって拷問死させられた）。主要な記録文書とされる、1848年ワラキア革命の革命家らによって編纂された『イスラズ宣言』（Islaz Proclamation）は、イスラエルの失われた10支族の解放と、異なる信条の全ての同国人のための権利をうたっている。。
クリミア戦争後、2公国統合の戦いが始まった。ユダヤ人は、ユダヤ人の完全な平等を約束する2派、合同派（ワラキア＝モルダヴィアの合同公国成立を目指す）、反合同派（2公国が別個の独立国家である現状を維持する）の両方から、支持とその資金力を向けるよう狙われた。そしてこの親ユダヤ的影響に対して声明が公布された（1857年-1858年）。1857年、ユダヤ人共同体は初めて雑誌を発行し始めた。『イスラエリトゥル・ロムン』（Israelitul Român）紙はルーマニア人急進主義者ユリウ・バラシュ（Iuliu Barasch）によって編集されていた。漸進的な人種間融和のこの過程は、ユダヤ人が非公式にルーマニア人アイデンティティーを身につけ、自身をユダヤ系ルーマニア人と自覚する結果となった。当時、ユダヤ教聖職者らによる努力がされたにもかかわらず、ユダヤ人のキリスト教改宗が進んでいた。改宗は例外の事例に制限された状態だった。

## アレクサンドル・ヨアン・クザ時代
初代ルーマニア公アレクサンドル・ヨアン・クザの最初の治世から、ユダヤ人は内政のゆるぎない要素となっていった。しかしこの時期、1859年の復活祭ではヤシで血の中傷に誘発された別の暴動が勃発した。。
服装の規定は、モルダヴィア国内で内務大臣ミハイル・コガルニセアヌ（Mihail Kogălniceanu）の2つの命令によって強化されていた（1859年の発令と1860年の発令） 。1859年の規定採用に伴い、兵士と市民はヤシの通りとその他モルダヴィア数都市を歩き、ユダヤ人を襲撃し、ハサミで彼らの服を切ったが、彼らのあごひげやもみあげも切った。軍本部によって徹底的な措置がなされ、そのような騒ぎがやんだ。
1864年、政府と通常議会の間の困難に直面したクザは、議会を解散し普通選挙を許す憲法の草案を提出することに決めた。彼は両院制（上院と下院）創設と、全国民に対する選挙権公布、農奴から小作農への解放（力が強いままの大地主を無力にするのを狙った。農地改革後、もはや大地主はボイエリではなかった）を目的としていた。その過程で、クザもユダヤ人とアルメニア人両方からの財政援助を期待していた。2つの共同体からわずか40,000ギルダー（当時の標準的な金貨。当時のレートでUS＄90,000）にしてほしいと頼まれ、彼はアルメニア人の要求額を減額させたことが明らかになった。アルメニア人はユダヤ人と援助について議論したが、彼らは満足のいく同意を引き出すことができなかった。
クザが自分の要求を無理強いする間、ユダヤ人共同体は援助額査定の方法を論じていた。理由は不明だが富裕層は資金増額を拒否し、中流階級は十分な結果を現実のものにできないだろうという計算を議論した。正統派ユダヤ教徒は、そのような権利は自分たちの信仰の勤行と衝突するだけだと断言した。ユダヤ人が自分たちの負担する支払いに躊躇していると知らされたクザは、自分の憲法草案の一節に、キリスト教信者以外の全ての者を選挙権から閉め出すという文を挿入した。

## 1860年代から1870年代
ドイツの侯子カール・フォン・ホーエンツォレルン＝ジグマリンゲンが1866年にクザの後継カロル1世として即位すると、彼は首都で起きた反ユダヤ人暴動に最初に直面した。憲法の起草が政府によって付託され、その第6条には「信仰の違いが市民権を得るための障害にはならない。」と明記されていた。しかし、「ユダヤ人に対しては考慮し、特別法が彼らの帰化に対する承認を制限するため考案されなければならないだろう。市民権も同様である。」とあった。1866年6月30日、ブカレスト・シナゴーグが冒涜され、荒れるがままにされた（同年に再建され、1932年と1945年に修復された）。多くのユダヤ人たちが殴られたり、大怪我を負い、金品を奪われた。その結果、第6条は取り消され、第7条「キリスト教を信仰する居留外国人だけが市民権を獲得できるものとする。」が1866年憲法に付け加えられた。

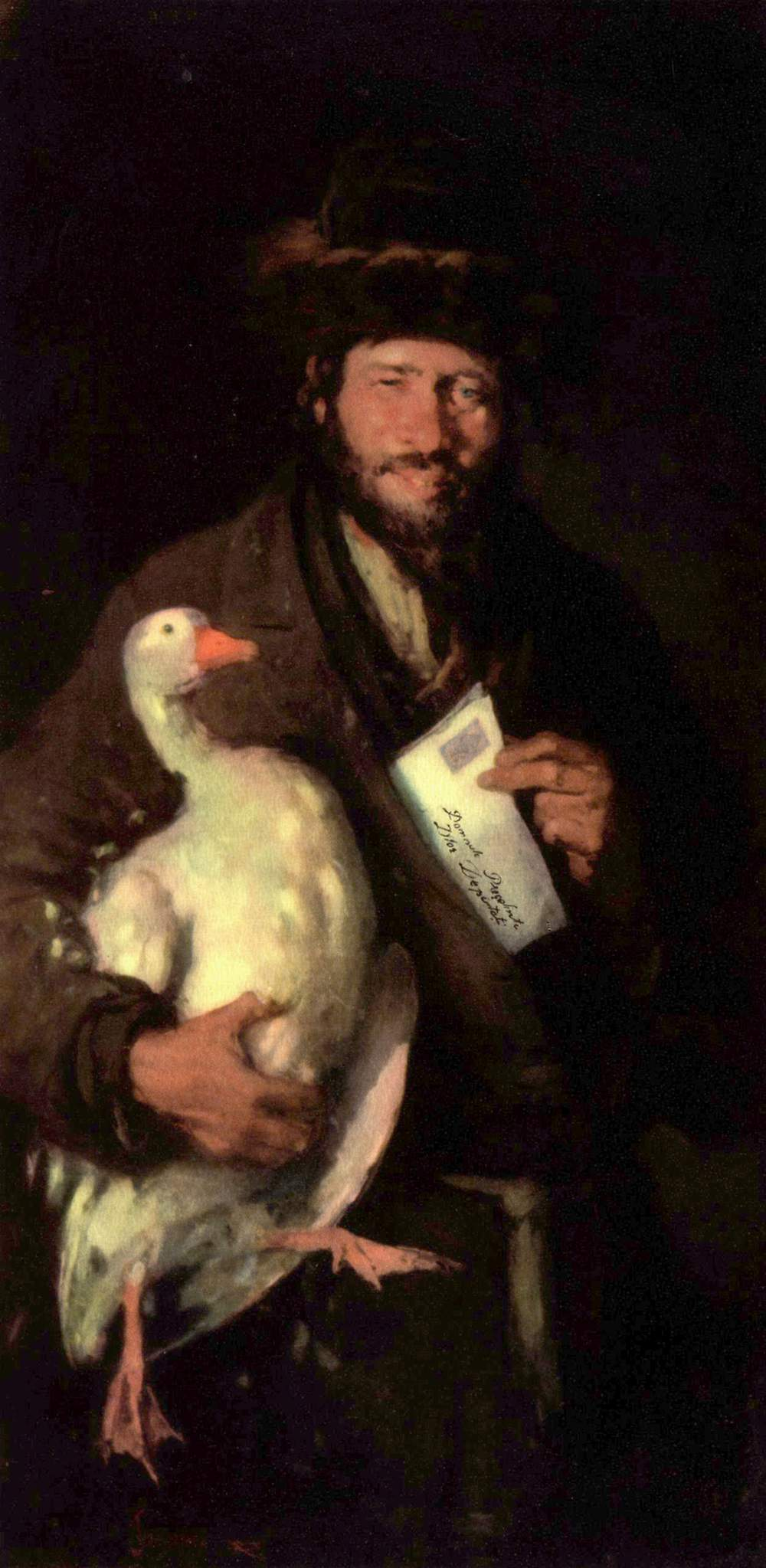
ニコラエ・グリゴレスク画『ガチョウを抱くユダヤ人』、1880年。ルーマニアのハシディズム・ユダヤ教徒が代議員に宛てた請願書を手にしている。

その後10年間、ユダヤ人の人権発令はルーマニア王国（トランシルヴァニア併合前の王国）の政界の最重要部分を占めていた。
わずかな例外が知られる（1863年にヤシで結成されたルーマニア文学協会ジュニメア (Junimea）が、大多数のルーマニア人知識人たちは反ユダヤ主義を公言し始めていた。その最も猛烈なかたちは、急進的な自由主義の支持者たち、特に、ルーマニア人中流階級の地位向上をユダヤ人の移住が妨げていると論ずるモルダヴィア人たちの存在であった（彼らは1848年の革命を政治的基盤として、ユダヤ人移住に反対していた）。近代的偏見の最初の例は、モルダヴィア人の政党「自由独立派」（Fracţiunea liberă şi independentă、後に国民自由党に吸収された）と、詩人チェーザル・ボリアック（Cezar Bolliac）の周囲でできたブカレストのグループであった。彼らの談話では、ユダヤ人は文化的に同化できず、永久に外国人であるとみなした。この主張はしかし、一部の同時代の文献によって変えられていた。そして、結果として生じたのは、ユダヤ人とは別の、全ての移住者の受け入れであった。
反セム主義または反ユダヤ主義は、当時の国民自由党の主流となり、首相イオン・ブラティアヌ（Ion Brătianu）時代に公に実施された。彼の最初の首相在任時代、ブラティアヌは古い人種差別法を強化してユダヤ人に田舎への定住を許可しないとする項目を加えた（これにより多くのユダヤ人が強制移動させられた）。その一方で、多くのユダヤ人都市住民を放浪者と見なし、彼らは国内から追放された。1905年のジューイッシュ・エンサイクロペディアによれば、「ルーマニア人として生まれたことを証明できたユダヤ人たちはドナウ川（当時ワラキア＝オスマン帝国間の国境となっていた）を渡ることを強いられた。しかしオスマン帝国が彼らの受け入れを拒否したため、彼らは川へ投げ込まれて溺死した。ヨーロッパ諸国はルーマニアの蛮行に衝撃を受けた。ルーマニア政府は列強から警告され、ブラティアヌはただちに解任された。」とある。ルーマニア保守党（Conservative Party）によって成立した内閣は、ジュニメアの首領を含んでいたけれども、ユダヤ人の置かれた状況をさらに改善しなかった。国民自由党が反対したからである。
それにもかかわらずこの時期、ルーマニアはイディッシュ演劇の揺りかごであった。ロシア生まれのアヴラム・ゴルドファデン（Avram Goldfaden）は、1876年にヤシで初のプロによるイディッシュ劇場を始めた。特に露土戦争（1877年-1888年）の間、ルーマニアはイディッシュ劇場の本拠地であった。劇場の重心は最初ロシアへ移り、その後ロンドン、ニューヨークへ移った。ブカレストとヤシはどちらも20世紀に至るまでイディッシュ劇場史に残る不朽の存在であり続けた。

## ベルリン条約と戦後

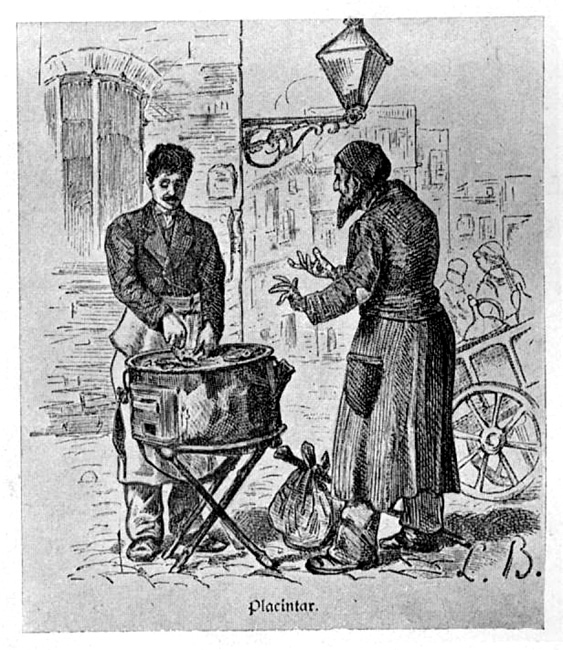
ギリシャ人のパイ職人とユダヤ人の客。1880年頃のブカレストの絵

ブラティアヌが主導権を取り戻すと、ルーマニアはバルカン半島で急に持ち上がった対立と直面した。ルーマニアは、1877年の露土戦争でロシア側について自国軍を急いで派遣することで、ヨーロッパ列強に恩を売って支持を得ることは、宗主国であるオスマン帝国のくびきから独立する機会だと知った。戦争はベルリン条約で終結し、条約第44条ではルーマニアに住む非キリスト教徒（ユダヤ人だけでなく、新たに獲得した北ドブロジャに住むイスラム教徒も含む）は完全な市民権を獲得すべきと示した。国内の長引いた議論と国外の外交交渉の後、ルーマニア政府は完全に承諾（1879年）し、ルーマニア憲法第7条を廃止した。しかし、これは非常に困難な手続きをすることを改めて明確にしたのだった。『外国保護下にない外国人の帰化は、どれも個々の事例でなされるべきで、ルーマニア政府が決めるべきことだ。』（帰化希望者に許可が与えられる以前の10年間は、ルーマニア国籍を得ようとする外国人の間で帰化を表明する行動が必要とされた）。思わせぶりな外交辞令は屈従を表すことによって倍増した。戦争に参加した883人のユダヤ人たちは、両院の投票によって一団となって帰化した。 
1880年、57人が個人として意思表示をし帰化した。1881年には2人、1882年には2人、1883年には2人、1886年から1900年の間には18人いた。21年の間に帰化したユダヤ人は85人で、1900年までの間に21人が死んだ。1912年には、4000人ほどが市民権を獲得した。事実上、全ての職業での出世への要求が、ルーマニア人のみに与えられた政治的権利の保持に依存するようになるまで、多種多様な法律が採択された。40％以上のユダヤ人労働者が単純労働に従事し、法律によって不正規雇用を強いられていた。同じような法律が、職業の自由選択の行使を求めるユダヤ人へ対して承認された。
1893年、法律の一つが、ユダヤ人の子供が公立学校で学ぶ権利を奪った。ユダヤ人の子供たちはルーマニア国民である場合だけ教育を受けるのを許され、その両親は差別的な授業料の支払いを要求された。1898年、ユダヤ人を中等教育学校と大学から閉めだす法律が通過した。その他の有名な法令は、不法滞在するユダヤ人活動家、モセス・ガステル（Moses Gaster）、エリアス・シュヴァルツフェルト（Elias Schwarzfeld）の排除を明記したものである（1881年の法律の条項） 。
裁判所はさらに不快な内容のユダヤ宣誓（Oath More Judaico、かつてヨーロッパ諸国の法廷でユダヤ人に強いられた屈辱的な宣誓）を強いた。これは1904年に、フランスのマスコミに報道されたことで批判を浴び、廃止されただけだった。1892年、アメリカ合衆国がベルリン条約の調印国へ宛てて通知を出し、それがルーマニアのマスコミによって攻撃された。ラスカル・カタルジュ政権はしかし、心配した。問題は大臣たちの間で議論された。そして結果として、ルーマニア政府はフランス語でパンフレットを作成し、その中でユダヤ人に対する糾弾を繰り返した。人口の少ない田舎で、田舎の共同体に属するユダヤ人が、地元の富を搾取している疑いがあり、代わりに相応の報いを受けるべきという迫害の理由を支持したのである。

## 20世紀

### 第一次世界大戦の前後

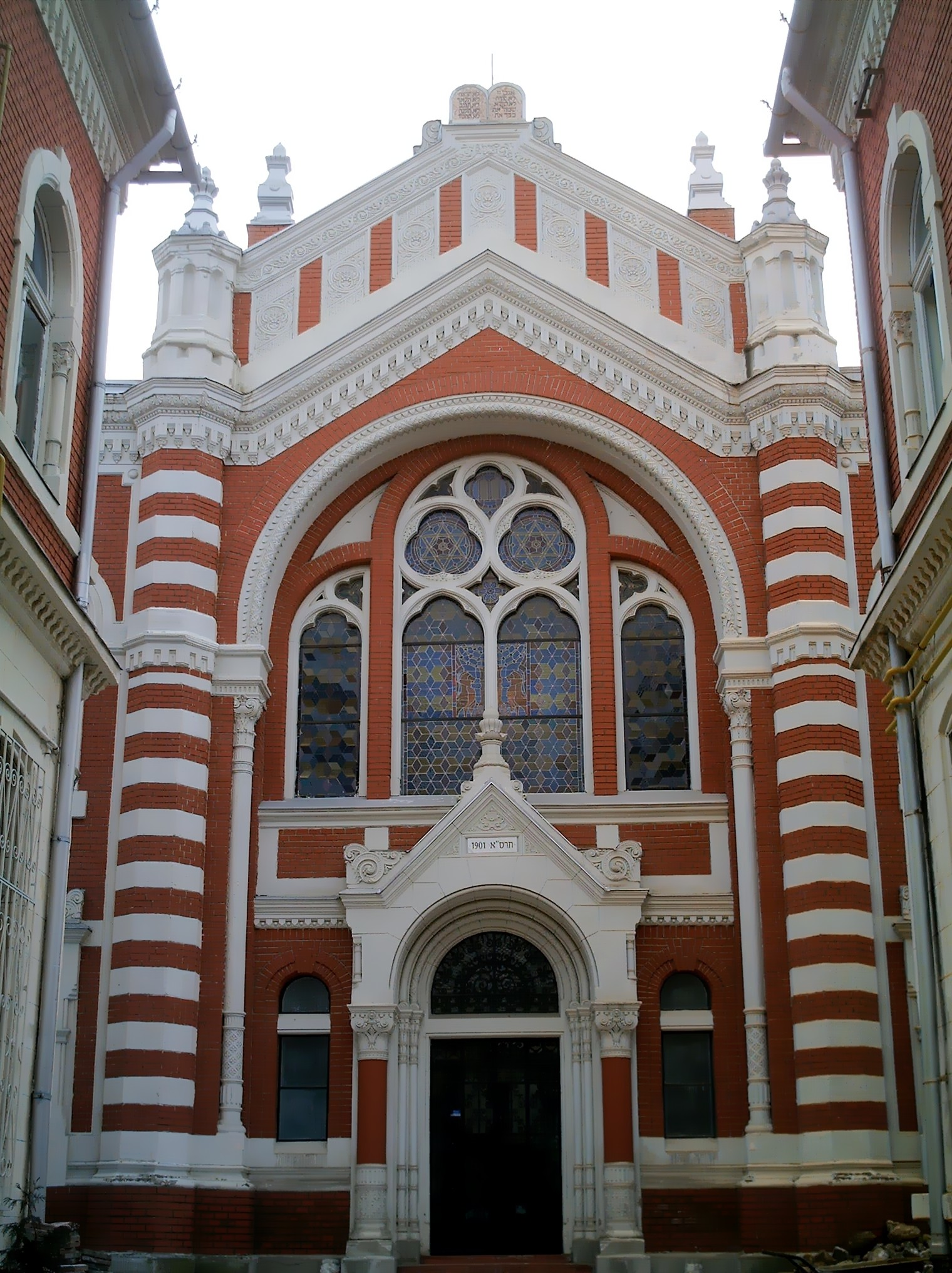
1901年に建てられたブラショフのシナゴーグ

1878年の後間もなく、ルーマニアから他国へのユダヤ人の大規模な移住が始まった。人数には波があり、1905年にロシア帝国で起きたキシナウ・ポグロム以後には、在ベッサラビアのユダヤ人の移住の大きなブームがあった。1905年、ポグロムの直前に執筆された『ジューイッシュ・エンサイクロペディア』には、「旅費が賄われれば少なくとも70％のユダヤ人が国を後にすることが確実である」と書かれている。移住の公式な統計はないが、1898年から1904年にかけて他国へ移住したユダヤ人は70,000人を下らないと考えるのが妥当なところである。
土地問題と借地管理人に占めるユダヤ人の高い割合は、反ユダヤ的な意味合いを含んでいた1907年のルーマニア農民暴動 (1907年)の発端となった。同じ時期、反ユダヤ主義の風潮が初めて国民自由党の支持基盤を越えて拡大し（党自身にとっては、この主張は瑣末なものに過ぎなくなる）、アレクサンドル・C・クザ(Alexandru C. Cuza)が創設したモルダヴィアを基盤としたより急進的な組織へと引き継がれてゆく。すなわち、ルーマニア政治史において初めて反ユダヤ主義を掲げた政党である民主国民党である。反ユダヤ主義は1920年代には国民自由党のイデオロギーではなくなり、左翼陣営や、ルーマニアの民衆中心主義 (Poporanism) に由来する思潮（農民がユダヤ人によって構造的な搾取を被っていると主張する）でも高まっていた。
祖国防衛に殉じた882人のユダヤ人兵士（825人は叙勲された）の犠牲者を出した第一次世界大戦は、1919年のパリ講和会議やその他の条約により大ルーマニア領の成立をもたらした。領土を拡大した国家にはベッサラビア、ブコヴィナ、トランシルヴァニア地方の共同体の加入に対応してユダヤ人人口の増加がもたらされた。条約の調印においてルーマニアはユダヤ人に対する政策の変更に同意し、彼らに市民権と少数民族としての権利の両方を与える実効的なユダヤ人解放（Jewish Emancipation）を約束した。1923年のルーマニア憲法では、クザの民族キリスト教徒守護同盟（Liga Apărării Naţional Creştine）の反対やヤシでの極右学生の暴動を受けながらもこれらの要求が承認された。イオン・I・C・ブラティアヌ（Ion I.C. Brătianu）内閣によって行われた農地改革により、土地借用に関する問題も決着をみた。
戦間期のユダヤ人共同体の政治的代弁者は、ユダヤ人党とルーマニア・ユダヤ人連邦党に二分された（後者は1989年以後に再結成されている）。同じ時期、トランシルヴァニアの改革派ユダヤ教徒と、国内の残りを占める正統派ユダヤ教徒の間で宗教儀礼上の分裂も明らかとなっていた。一方でベッサラビアはシオニズム、特に社会主義者の労働シオニズムに最も寛容であった。

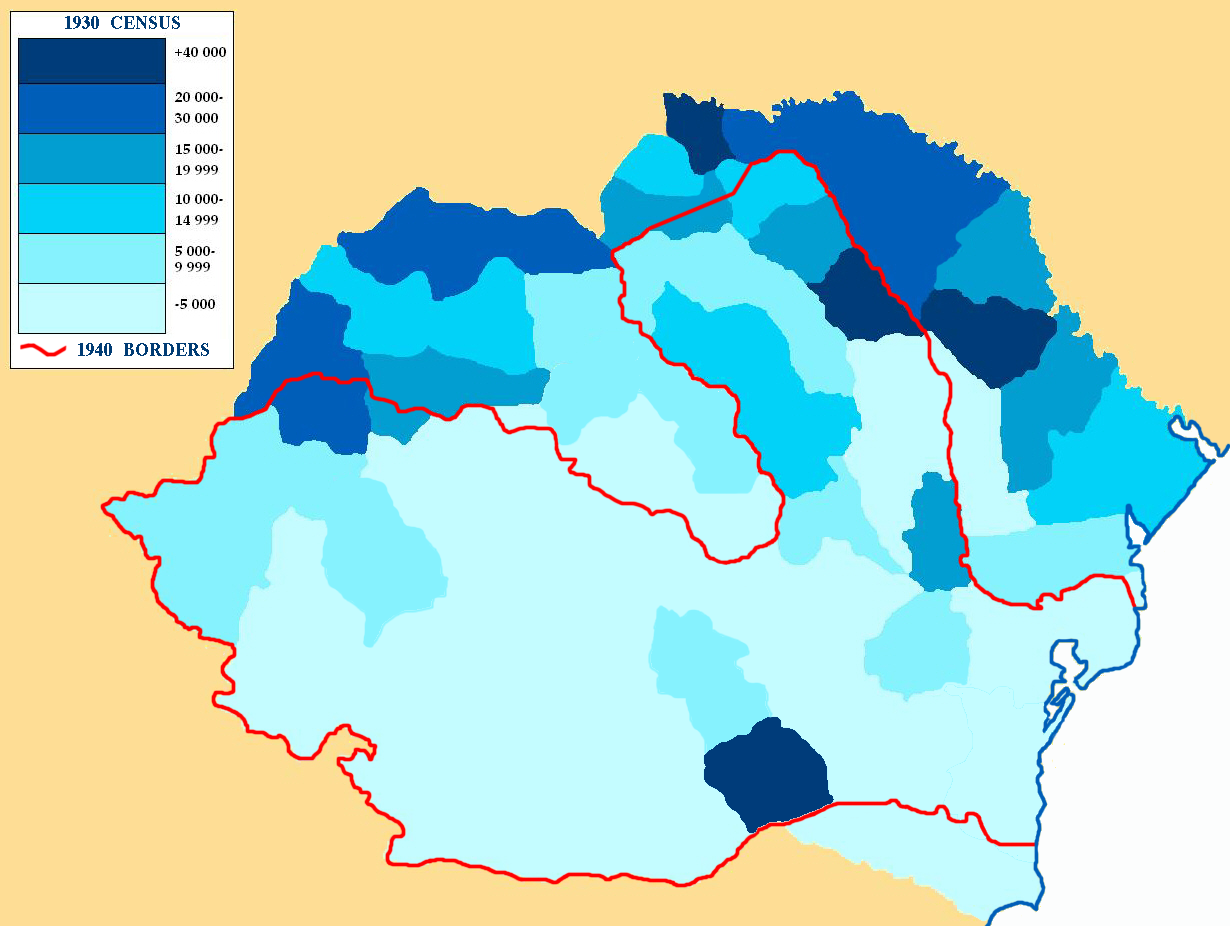
大ルーマニアにおけるユダヤ人人口、1930年の調査によるもの。色の濃い部分ほどユダヤ人が多い

そのような状況ではあったが反ユダヤ主義は広がりをみせ、1920年代後半にはファシズムの風潮と融合していった。これらはいずれもコルネリウ・コドレアヌの鉄衛団の創設と成功を促し、グンディリスム (Gândirism) という反ユダヤ主義の新たな主張を生んだ。学生や教師の間では高等教育におけるユダヤ人配分論（Jewish quota、ユダヤ人の人口割合を制限する構想）が高い人気を誇った。歴史家アンドレイ・オイシュテアヌの分析によれば、アレクサンドル・C・クザの暴力的主張によって反ユダヤ主義の評価が芳しいものではなくなっていたため、右翼の知識人にも反ユダヤ主義を公然と支持することを拒む者が相当数あった。しかし数年後にはそうした警戒は顧慮されなくなり、反ユダヤ主義は"精神の健康"として誇示されるようになった。 
1937年5月16日、専門知識人協会連盟（Confederaţia Asociaţiilor de Profesionişti Intelectuali din România）が連携団体からの全ユダヤ人構成員の排除を評決し、国に対して彼らの諸認可を取り消して市民権を再査定することを申し立てた 。この施策は専門家組織からのユダヤ人排斥の動きとして最初のものであり、非合法ではあったものの支持を受け、この場合は「英雄的な決定」が合法性に成り代わったのであると論評された。オイシュテアヌによれば、この発議は続く年に可決された反ユダヤ的な諸々の規定に直接的な影響を与えた。 
鉄衛団の脅威およびヨーロッパの一大勢力としてのナチス・ドイツの出現、さらに自身のファシズムへの同調により、広く親ユダヤとみなされていたカロル2世（愛人マグダ・ルペスクはユダヤ人とされる）は人種差別を規範的なものとして受容するようになった。1938年1月21日、カロルの執行部（クザとオクタヴィアン・ゴガが率いた）は、前内閣がウクライナ系ユダヤ人が非合法的に市民権を得るのを許していたと論難した後、市民権の資格を見直し、1918年から1919年の間に市民権を得た全てのユダヤ人に申請のやり直しを求める法案を通過させた（再申請の期限は20日間という極めて短いものである）。1940年、イオン・ギグルトゥ内閣はナチス・ドイツのニュルンベルク法と同等の法律を採択した。その内容は、ユダヤ教徒とキリスト教徒との異宗教間結婚を禁止し、人種に基づいたユダヤ人の定義を定めるものであった（父方・母方を問わず祖父母にユダヤ人が含まれる者をユダヤ人と規定）。

### ホロコースト

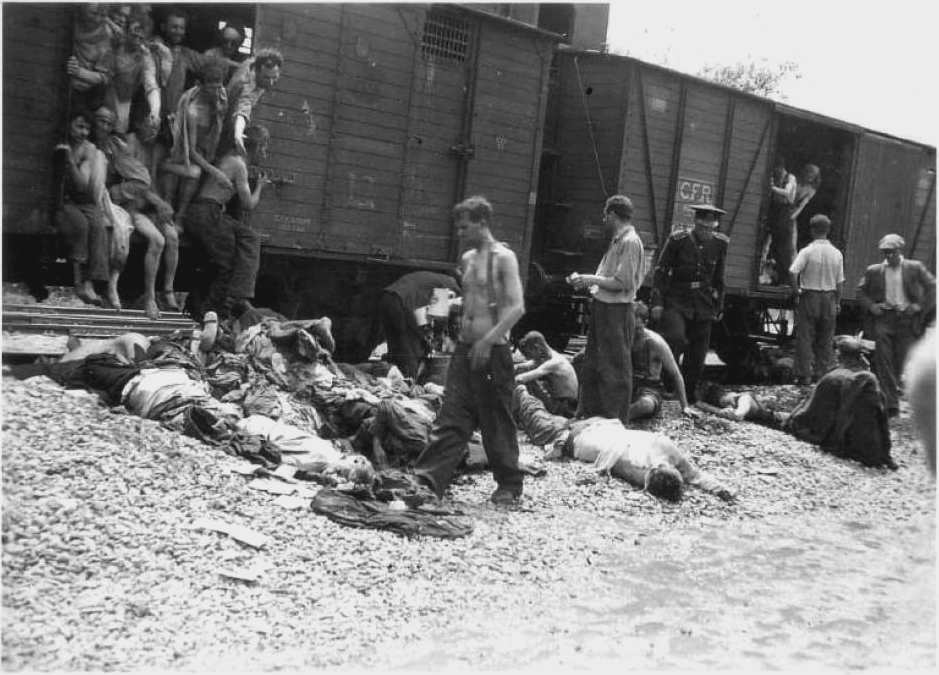
ヤシ・ポグロムの犠牲者

鉄衛団と民族主義者の連立政権が1942年に樹立していた間、80もの反ユダヤ規定が議会を通過した。1940年10月終わりに始まった鉄衛団の強固な反セム民族運動では、ユダヤ人を拷問にかけ、彼らの商店を略奪し（北部の都市ドロホイで起きたポグロム）、ブカレストで起きた民族蜂起とポグロム（en）で頂点に達し、120人のユダヤ人が殺害された。イオン・アントネスクはただちに暴力をやめさせ、鉄衛団によって創り出された混沌が残虐に暴動を制圧した。この時からルーマニアは戦争に突入したが、ユダヤ人に対する凶行は一般的なものとなっていった。1941年7月に10,000人以上のユダヤ人が犠牲となったヤシ・ポグロム（en）が最も有名である。
鉄衛団が粛清されると、ナチス・ドイツと同盟したアントネスク政権が圧政とユダヤ人虐殺、そしてより少数のロマ人の虐殺を続けたのだった。
1941年7月から8月には、ヤシ、バカウ、チェルナウツィといった都市で地元民が率先して黄色のバッジ（ユダヤ人であることを示すダヴィデの星の形をしていた）をユダヤ人に強制した。同じような条例が政権によってわずか5日間（1941年9月3日から8日まで）課されたが、アントネスクの命令で無効となった。しかし、地元の発案において、バッジは特にモルダヴィアとベッサラビア、ブコヴィナの諸都市（バカウ、ヤシ、クンプルング、ボトシャニ、チェルナウツィなど）で特に以後も付けられていた。
2004年にルーマニア政府によって発行された国際委員会報告によると、ルーマニア国内、戦地となったベッサラビア、ブコヴィナ、トランスニストリア（Transnistria、第二次世界大戦中、西進してきたソビエト連邦軍が占領したルーマニアの一部を指す名称。現在の沿ドニエストル共和国とほぼ同じ場所）で、280,000人から380,000人にのぼるユダヤ人が殺された。
1941年、バルバロッサ作戦以後進軍するルーマニア軍は、ユダヤ人のパルチザンにより攻撃を受けたと主張した。アントネスク将軍はトランスニストリアへのユダヤ人の追放を命じた。よってベッサラビアとブコヴィナにいた80,000人から150,000人の間の人数であったというユダヤ人が、国策プロパガンダによって共産主義者の手先とみなされた。しかし"追放"は遠回しな言い方であった。東へ向かう"死の列車"に乗ってユダヤ人が追放される以前に、この追放過程の一部が多くのユダヤ人が無慈悲に殺害されるのを可能にしたも同然であったのである。ブコヴィナとベッサラビアで最初の『民族浄化』から逃れた人々のごく一部だけが、生き残って列車に乗せられ、トランスニストリアで強制収容所へ入れられた。さらにアントネスクの殺害担当班によるユダヤ人を標的とした殺害が行われた（公文書が、彼の直接の命令と関与を証明していた）。ルーマニア軍は、トランスニストリアを占領した時、ユダヤ人を検挙することを命じられていた。無数のユダヤ人たちがオデッサ、ボグダノヴカ、アクメツェトカ強制収容所といった地で1941年と1942年に虐殺された。オデッサで1941年秋から1942年にかけ起きたオデッサの虐殺 (Odessa Massacre) では、ルーマニア軍によって100,000人以上のユダヤ人が銃殺された。
アントネスクは1943年にナチス・ドイツから圧力を受けたにもかかわらず、ユダヤ人追放を停止した。彼は連合国側との和平を模索し始めたのである。一方で、同時期彼は残っていたユダヤ人共同体に重税を課し、強制労働を強要していた。アントネスク政権の奨励をもって戦時中、13隻の難民船がルーマニアを発ってイギリス委任統治領パレスチナへと向かった。このボートには13,000人のユダヤ人が乗っていた（13隻のうち2隻が沈んだ。ドイツの圧力が加わってから国外脱出の努力は続けられなくなった）。
ベッサラビア、ブコヴィナ、かつてのルーマニア、ドロホイ県で暮らしていた320,000人のユダヤ人の半数が、ルーマニアが第二次世界大戦に参戦した1941年の数ヶ月で殺害された。最初の殺害後でさえ、モルダヴィア、ブコヴィナ、ベッサラビアのユダヤ人はさらなるポグロムにあい、ゲットーに集められていた彼らは強制収容所へ送り込まれた。これらの強制収容所を建設・運営していたのはルーマニア人であった。この地域での死者数は定かでない。しかし、少なく見積もった概算でおよそ250,000人のユダヤ人（そして25,000人のロマ人）が東部地域で殺された。一方、トランシルヴァニアにいた150,000人のユダヤ人のうち120,000人が戦時中ハンガリー人の手で殺されたのである。ルーマニア兵は、占領した地域でユダヤ人を虐殺するドイツのアインザッツコマント（親衛隊が運営した準軍事組織、アインザッツグルッペンの一局）と行動を共にしていた。アントネスクの政府は、ルーマニア旧王国（19世紀半ばに2公国が合同してルーマニア公国となった当時の領土）からベウジェツ強制収容所へと多くのユダヤ人を追放する計画を練ったが、実現することはなかった。

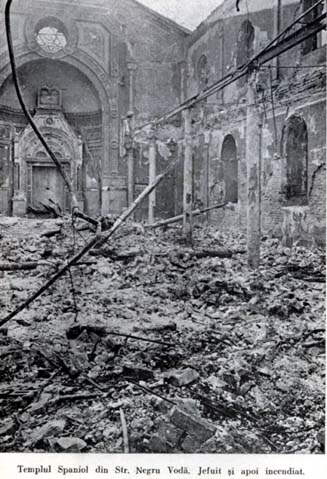
略奪され焼け落ちたブカレスト・シナゴーグ、1941年

東欧・中欧の多くの国々でくっきりと対照をなしたが、在ルーマニアのユダヤ人の多数が戦争に生き残った。彼らは広い年齢層で、強制労働、財政的刑罰、差別的な法律といった過酷な状況から生還したのである。しかし、犠牲者の人数は、エリ・ヴィーゼル委員会によるとルーマニアは、"枢軸国全ての中で、ドイツ本国の他のどの国々よりも、多くのユダヤ人を死に至らしめた責任を負う"とみなされている。

### 第二次世界大戦後
世界ユダヤ人会議（World Jewish Congress）によれば、1947年当時のルーマニアには428,312人のユダヤ人がいた。大量の移民がイギリス保護領パレスチナ、後のイスラエルへ向かった。彼らの多くは形式上不法移民であった。1956年には、ユダヤ系の人口は144,236人となっていた。1948年から1960年までの間に、200,000人以上のユダヤ系市民がイスラエルへ向かい、1960年代にはルーマニア国内のユダヤ人人口は100,000人以下に減った。
ソビエト連邦軍占領に伴う共産主義体制時代、ユダヤ人社会と文化は当局者の厳しい管理に従属させられた。共同体の指導者ヴィルヘルム・フィルダーマン（Wilhelm Filderman）は1945年に逮捕され、1948年に国外追放された。1946年4月22日、ゲオルゲ・ゲオルギウ＝デジ（Gheorghe Gheorghiu-Dej）はユダヤ人組織の集会に出席し、新たな組織ユダヤ人民主委員会の設立を呼びかけた（事実上ルーマニア共産党の部局であった）。
人民共和国の成立後、1948年6月に政府は共産党により全てのユダヤ人組織を非合法化した。『共産党はユダヤ系に関するどの疑問でも見解を持っていなければならず、ユダヤ人がシオニズムのような反動的民族主義へと流れるのに対し力強く戦わねばならない。』との立場に立った。1952年から1953年にかけ、『ルートレス・コスモポリタン』（Rootless Cosmopolitan）主義者である反セム告発というスターリニズムに基づいた政策によって、共産党本体の主導部への粛清がもたらされた（ユダヤ系の政治家で1950年代まで外相を務めたアナ・パウケル (Ana Pauker) も追放された）。告発はユダヤ人共同体の大部分が被り、ヨシフ・キシネヴスキ（Iosif Chişinevschi、ベッサラビア出身のユダヤ人で、ルーマニア共産党のアジプロ機関トップを務めた人物。1961年失脚）によって工作された裁判が始められた。シオニストと認められたユダヤ人は、ピテシュティ刑務所のような強制労働収容所で過酷な強制労働をさせられた（そこでは、拷問と洗脳の実験が行われ、数人が死んだ）。1952年の技師の裁判は、ドナウ＝黒海運河計画の失敗にシオニズムの主張も関与したために、責任を負わされたものである。 
ユダヤ人たちの置かれた状況は後に改善されたが、多くがアリヤーのため出国したことから衰退した。現在、わずか9,000人から15,000人がルーマニア国内で暮らしているにすぎない。

## 現在のルーマニア発祥のハシディズムの宮廷

### 主な集団
- サトマール派（Satmar）-　サトゥ・マーレ発祥
- クラウゼンブルク派（Klausenburg）- クルージュ＝ナポカ
- スピンカ派（Spinka）-　サプンツァ（Săpânţa）の町で発祥

### その他
- ブフシュ派 -　ブフシ 発祥
- ブカレスト派 - ブカレスト
- ファルティチャン派　-　ファルティチェニ発祥
- ナソド派　-　ナサウド（Năsăud）発祥
- パシュカン派　- パシュカニ
- サスレジェン派（Sasregen）- レギン (Reghin)
- サレト派（Seret）　-　シレト
- ショッツ派（Shotz） - スチャヴァ
- シュテファネシュト派（Shtefanesht）　-　シュテファネシュティ（Ştefăneşti）
- テミシュヴァール派　-　ティミショアラ
- ヴァスロイ派（Vasloi）　-　ヴァスルイ

## 参照
- The 1905 Jewish Encyclopedia article Rumania, by Gotthard Deutsch, D.M. Hermalin, and Joseph Jacobs
- （ルーマニア語） The Islaz Proclamation
- （ルーマニア語） en:Ion Luca Caragiale, Trădarea românismului! ("Betrayal of Romanianism!")
- Paul Cernovodeanu, "Evreii în epoca fanariotă" ("Jews in the Phanariote Epoch"), in Magazin Istoric, March 1997, p.25-28
- （ルーマニア語） en:Anton Maria Del Chiaro, Revoluţiile Valahiei ("The Revolutions of Wallachia"), Chapter VIII
- en:Neagu Djuvara, Între Orient şi Occident. Ţările române la începutul epocii moderne ("Between Orient and Occident. The Romanian Lands at the Beginning of the Modern Era"), Humanitas, Bucharest, 1995
- （ルーマニア語） en:Constantin Dobrogeanu-Gherea, Neoiobăgia. Curente de idei şi opinii în legătură cu neoiobăgia ("Neo-Serfdom. Trends and Opinions Regarding Neo-Serfdom")
- en:Constantin C. Giurescu, Istoria Bucureştilor. Din cele mai vechi timpuri pînă în zilele noastre, Ed. Pentru Literatură, Bucharest, 1966
- Keith Hitchins, The Romanians, 1774-1866, en:Oxford University Press, Oxford, 1996
- Joseph Gordon, Eastern Europe: Romania (1954) at the en:American Jewish Committee (PDF)
- en:Andrei Oişteanu,
  - "«Evreul imaginar» versus «Evreul real»" ("«The Imaginary Jew» Versus «The Real Jew»"), in Mythos & Logos, Editura Nemira, Bucharest, 1998, p.175-263*en:Z. Ornea, Anii treizeci. Extrema dreaptă românească ("The 1930s: The Romanian Far Right"), Editura Fundaţiei Culturale Române, Bucharest, 1995
- George Panu, Amintiri de la "Junimea" din Iaşi ("Recollections from the Iaşi Junimea"), Editura Minerva, Bucharest, 1998
- Constantin Rezachevici, "Evreii din ţările române în evul mediu" ("Jews in the Romanian Lands during the Middle Ages"), in Magazin Istoric: 16th century — September 1995, p.59-62; 17th and 18th centuries — October 1995, p.61-66
- Francisco Veiga (1993) Istoria Gărzii de Fier, 1919-1941: Mistica ultranaţionalismului ("The History of the Iron Guard, 1919-1941: The Mistique of Ultra-Nationalism"), Bucharest, Humanitas (Romanian-language version of the 1989 Spanish edition La mística del ultranacionalismo (Historia de la Guardia de Hierro) Rumania, 1919–1941, Bellaterra: Publicacions de la en:Universitat Autònoma de Barcelona, ISBN 84-7488-497-7)
- Teodor Wexler, 
  - "Dr. Wilhelm Filderman - un avocat pentru cauza naţională a României" ("Dr. Wilhelm Filderman - an Advocate for Romania's National Cause"), in Magazin Istoric, September 1996, p.81-83
  - （ルーマニア語） "Procesul sioniştilor" ("Trial of the Zionists"), in Memoria, July 2000

以上の参考文献は、英語版作成の際に参考にされたものであり、日本語版作成の際には参考にしておりません。